# Алеутская улица (Владивосток)
Алеу́тская у́лица (с 01.05.1923 до 05.08.1992 — у́лица 25 Октября́) — одна из центральных улиц Владивостока, протянувшаяся к северу от Привокзальной площади. Общая длина около 1,8 км.

## История

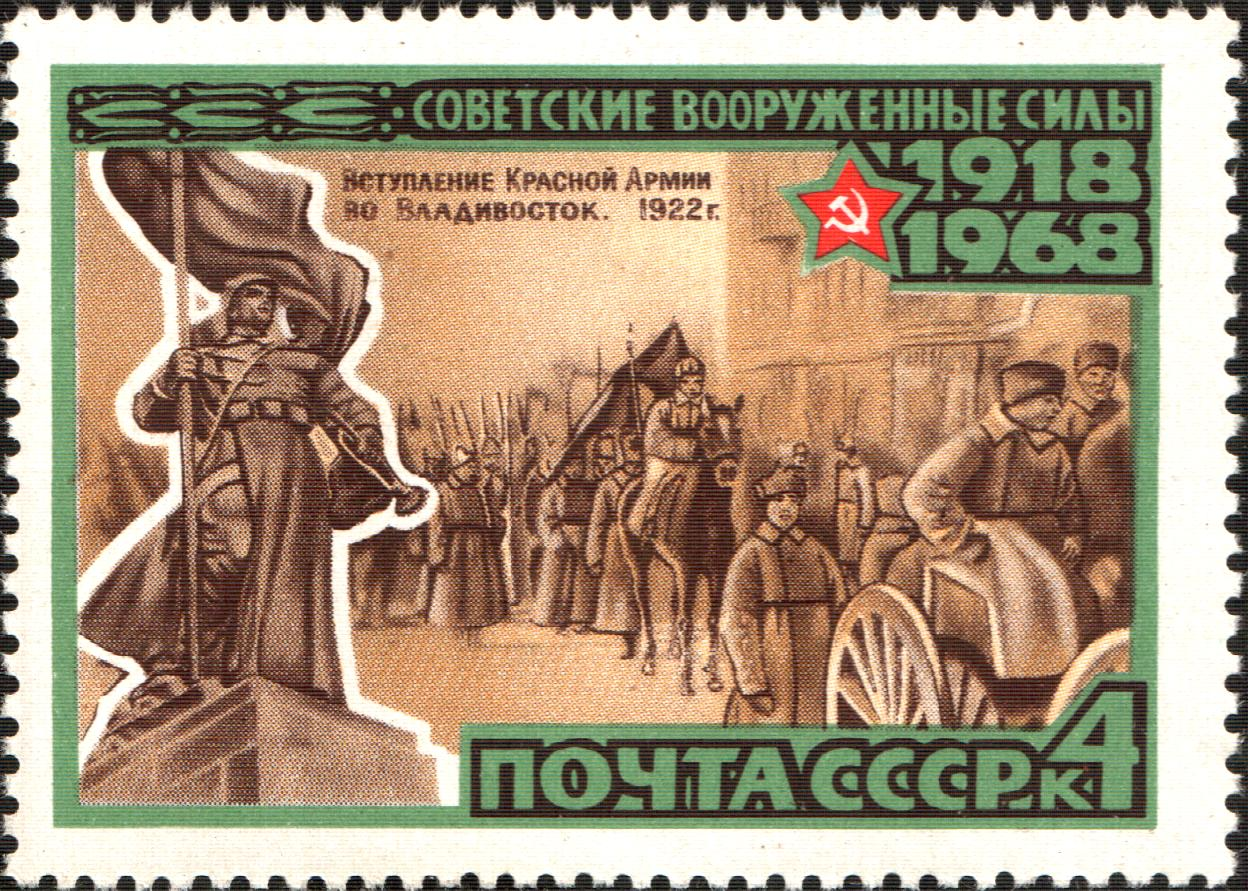
Вступление во Владивосток армии ДВР. Марка СССР, 1968 год

Своё название улица получила в память о шхуне «Алеут», которая принимала активное участие в исследовании побережья Дальнего Востока. Её экипаж в 1865 году пробил просеку для связи пирса (место современного морского вокзала) с военным постом (место современной центральной площади). Именно эта просека стала впоследствии Алеутской улицей.
Название «25 Октября» было дано улице в 1923 году в честь вступления во Владивосток 25 октября 1922 года армии Дальневосточной республики под командованием Иеронима Уборевича, что ознаменовало окончание интервенции и Гражданской войны в целом.

## Известные здания

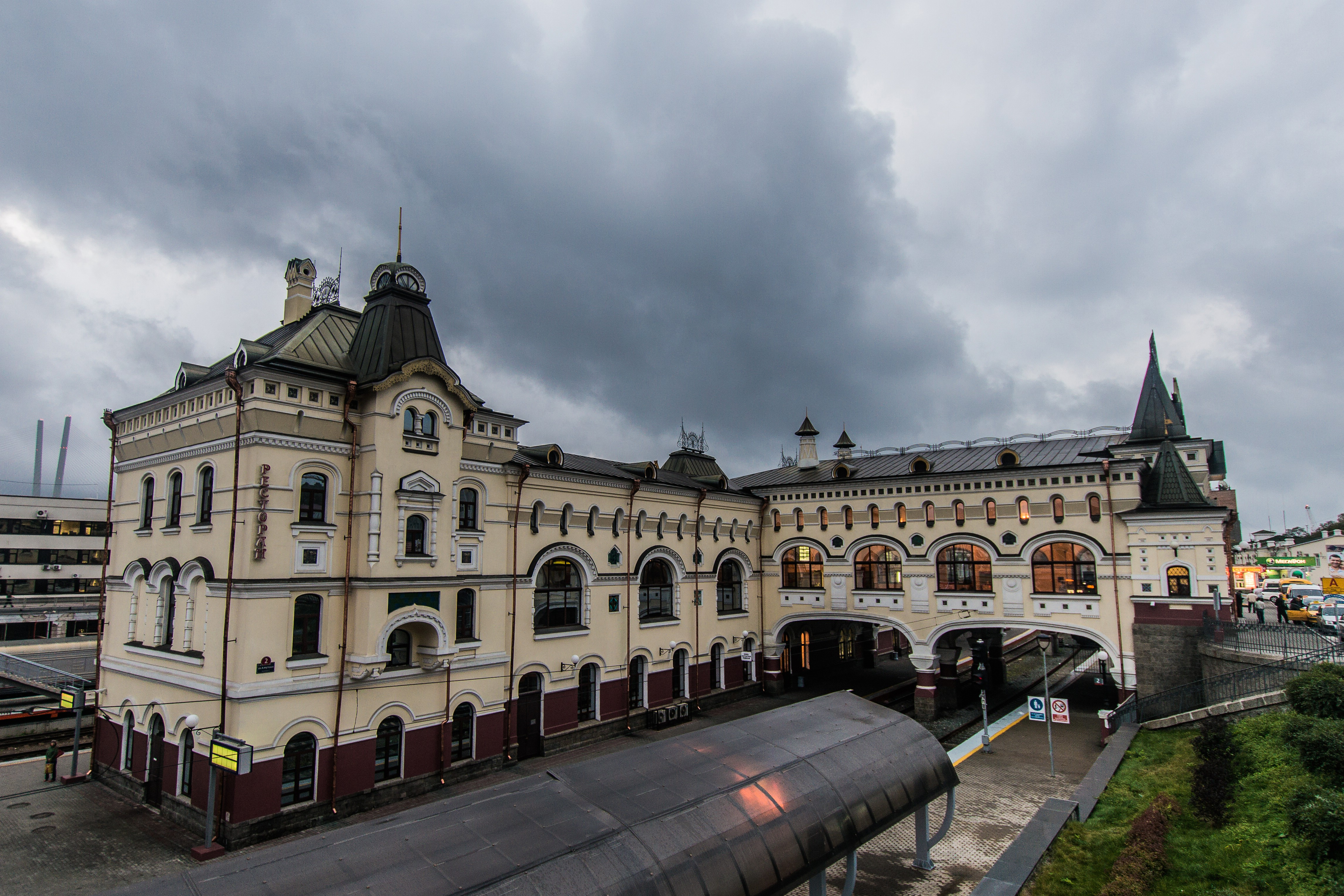
Железнодорожный вокзал

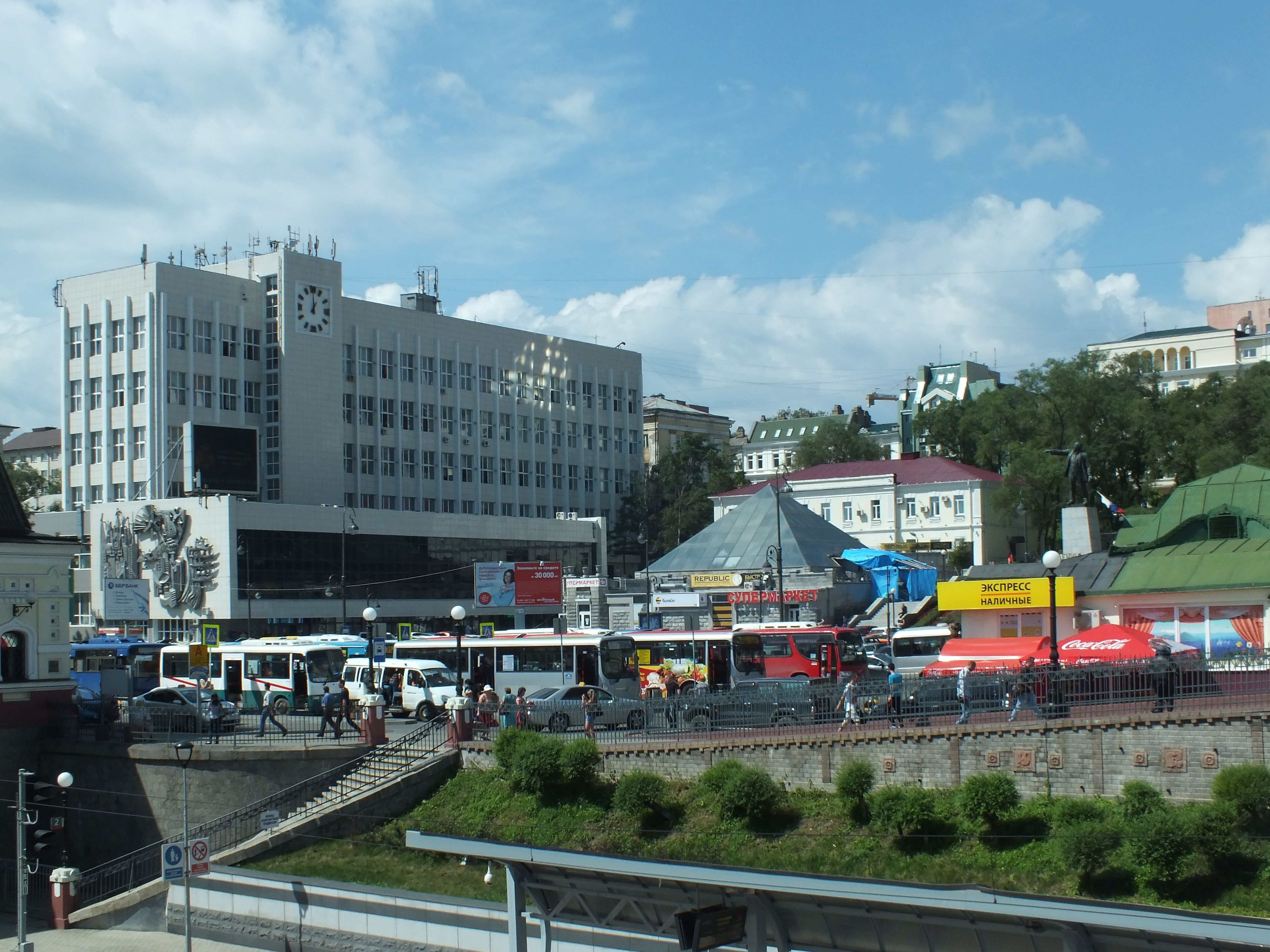
Здание почтамта на вокзальной площади и памятник Ленину

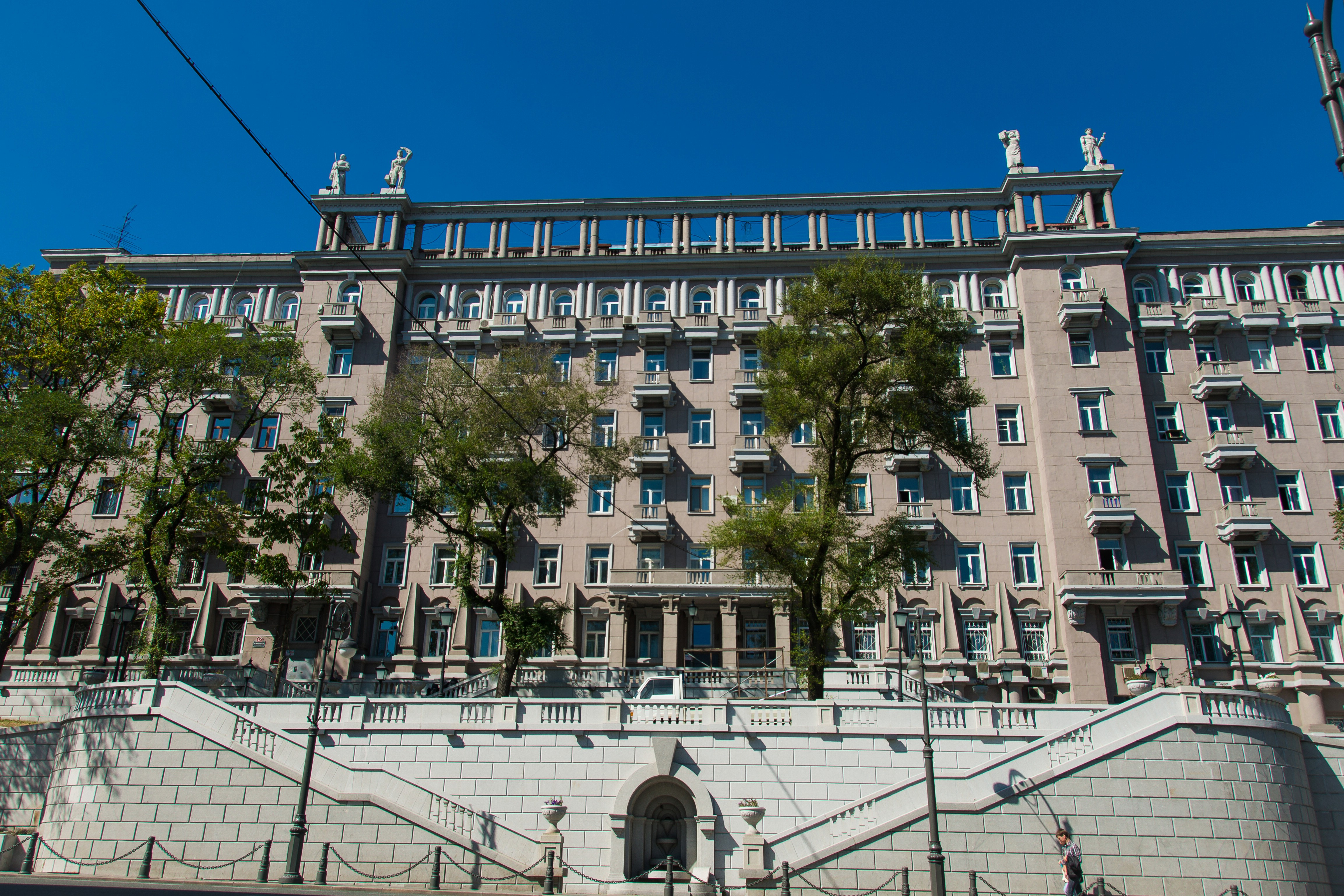
«Серая лошадь»: ансамбль жилых домов

- Железнодорожный вокзал (1912 год) (дом 2)
- Управление Владивостокского региона ДВОСТ железной дороги (1894 год) (дом 8)
- Российский государственный исторический архив Дальнего Востока (РГИАДВ) и Государственный архив Приморского края (дом 10A)
- Приморгражданпроект (дом 11)
- Сбербанк России (1899—1903) (дом 12)
- Промсвязьбанк (дом 14)
- Союз Художников России и выставочный зал (1957 год) (дом 14А)
- Дальневосточное морское пароходство (1910 год) (дом 15)
- Дом Бринеров (1910 год) (дом 15, строение 2)
- «Серая лошадь» (1937—1940) (дома 17, 19)
- Торговый центр, бывшая гостиница и театр «Золотой Рог» (1903 год) (дом 20)
- Бывшее кафе «Льдинка» (дом 21)
- Бывший театр-кабаре «Лотос», позже — клуб им. Ф. Э. Дзержинского (1908 год) (дом 22)
- Магазин «Книгомир», бывший ресторан «Арагви» (дом 23)
- Дом Бабинцева, с 1977 года — Приморский музей им. В. К. Арсеньева (1905 год)
- Роддом № 4 (1938 год) (дом 38)
- Управление внутренних дел по Приморскому краю (дом 42/44)
- Дом строительных организаций (дом 45A)
- УФСБ по Приморскому краю (дом 46)
- Фабрика «Приморский кондитер» (дом 52)
- Приморская краевая клиническая больница № 1 (дом 57)